# Апостольский нунций в Японии
Апостольский нунций в Японской империи — дипломатический представитель Святого Престола в Японии. Данный дипломатический пост занимает церковно-дипломатический представитель Ватикана в ранге посла. Апостольская нунциатура в Японии была учреждена на постоянной основе в 1952 году, в ранге Апостольской интернунциатуры. Её резиденция находится в Аммане.
В настоящее время Апостольским нунцием в Японии является архиепископ Франсиско Эскаланте Молина, назначенный Папой Франциском 25 января 2024 года.

## История
Апостольская делегатура в Японии была учреждена 26 ноября 1919 года, бреве «Quae catholico nomini» папы римского Бенедикта XV. Её юрисдикция распространялась в отношении следующих территорий: Кореи и острова Тайвань.
8 марта 1921 года Апостольская делегатура расширила свою компетенцию на апостольские викариаты Маршалловых, Каролингских и Марианских островов, до сих пор находящихся под юрисдикцией апостольского делегата в Австралии.
Апостольская делегатура в Японии была возведена в ранг Апостольской интернунциатуры в 1952 году Папой Пия XII.
Апостольская нунциатура в Японии была учреждена 14 июня 1966 года, бреве «Communi cum utilitate» Папы Павла VI.

## Апостольские нунции в Японии

### Апостольские делегаты
- Пьетро Фумасони Бьонди — (6 декабря 1919 — 14 июня 1921 — назначен секретарём Священной Конгрегации Пропаганды Веры);
- Марио Джардини, B. — (7 ноября 1921 — 1930, в отставке);
- Эдуард Алоизиус Муни — (30 марта 1931 — 28 августа 1933 — назначен епископом-архиепископом Рочестера);
- Паоло Марелла — (30 октября 1933 — 27 октября 1948 — назначен апостольским делегатом в Австралии, Новой Зеландии и Океании);
- Максимильен де Фюрстенберг — (22 марта 1949 — 28 апреля 1952 — назначен апостольским интернунцием).

### Апостольские интернунции
- Максимильен де Фюрстенберг — (28 апреля 1952 — 21 ноября 1959 — назначен апостольским делегатом в Австралии, Новой Зеландии и Океании);
- Доменико Энричи — (5 января 1960 — 1 октября 1962 — назначен апостольским делегатом в Австралии, Новой Зеландии и Океании);
- Марио Канья — (13 октября 1962 — 17 сентября 1966 — назначен апостольским делегатом в Югославии).

### Апостольские про-нунции
- Бруно Вюстенберг — (24 октября 1966 — 19 декабря 1973 — назначен апостольским про-нунцием в Бенине и Кот-д’Ивуаре и апостольским делегатом в Гвинее и Того);
- Ипполито Ротоли — (10 января 1974 — 4 октября 1977, до смерти);
- Марио Пио Гаспари — (16 ноября 1977 — 23 июня 1983, до смерти);
- Уильям Акин Карью — (30 августа 1983 — 11 ноября 1997, в отставке).

### Апостольские нунции
- Амброзе Баттиста Де Паоли — (11 ноября 1997 — 18 декабря 2004 — назначен апостольским нунцием в Австралии);
- Альберто Боттари де Кастелло — (1 апреля 2005 — 6 июня 2011 — назначен апостольским нунцием в Венгрии);
- Джозеф Ченнот — (15 августа 2011 — 8 сентября 2020, до смерти);
- Лео Боккарди — (11 марта 2021 — 1 сентября 2023, в отставке);
- Франсиско Эскаланте Молина — (25 января 2024 — по настоящее время).